# Жануарія Бразильська
Жануарія Бразильська (порт. Januária de Bragança, при народженні Жануарія Марія Іоанна Карлотта Леопольдина Кандида Франциска Ксав'єр де Паула Мікаела Габріела Рафаела Гонзага (порт. Januária Maria Joana Carlota Leopoldina Cândida Francisca Xavier de Paula Micaela Gabriela Rafaela Gonzaga de Bragança; 11 березня 1822, Ріо-де-Жанейро — 13 березня 1901, Ніцца) — бразильська принцеса і португальська інфанта, друга дочка бразильського імператора Педру I і його дружини Марії Леопольдіни Австрійської.

## Біографія
Принцеса Жануарія народилася в імператорському палаці Сан-Крістован 11 березня 1822 року, ставши третьою дитиною і другою дочкою в сім'ї першого бразильського імператора Педру I і його дружини австрійської ерцгерцогині Марії Леопольдіни з династії Габсбургів.
У родині вже була старша дочка Марія, в майбутньому королева Португалії, і два сина Мігель і Жуан Карлос, які померли в ранньому дитинстві. Була хрещена 18 березня 1822 року. При народженні їй було дано ім'я Жануарія Марія Іоанна Карлотта Леопольдина Кандида Франциска Ксав'єр де Паула Мікаела Габріела Рафаела Гонзага (порт. Januária Maria Joana Carlota Leopoldina Cândida Francisca Xavier de Paula Micaela Gabriela Rafaela Gonzaga de Bragança), з титулом «Її Високість принцеса Бразильська і інфанта португальська».
Росла принцеса разом зі своїми сестрами Марією, Франсішкою, Паулою і братом Педру. У 1826 році, коли принцесі було 4 роки, померла її мати. Імператор вступив у другий шлюб (з 1829 року) з Амелією Богарне, герцогинею Лейхтенбергською. У шлюбі народився єдина дитина — принцеса Марія Амелія, яка померла у віці 21 року від туберкульозу.
У 1828 році старша сестра Жануарії стала королевою Португалії після зречення їх батька, а в 1831 році він позбувся і бразильського престолу, передавши корону своєму малолітньому синові.
У 1833 році померла сестра Жануаріо принцеса Паула. У наступному році принцеса втратила батька.
Спочатку спадкоємицею бразильського трону була оголошена Марія, королева Португалії, але прихильники незалежності Бразилії боялися як би королева не об'єднаються обидва королівства в одне. Тому в 1835 році Жануарія була оголошена можливої спадкоємицею. З 1835 року і по 1845 рік принцеса носила титул «Її Імператорської Високість Імперська принцеса Бразилії». У 1845 році у імператора народився син принц Афонсу, який і отримав титул спадкоємця.
28 квітня 1844 року принцеси вийшла заміж за принца Луїджі Бурбон-Сицилійського, графа Аквільского (1824—1897), сина Франциска I, короля Обох Сицилій і його дружини Марії Ізабелли Іспанської. Принц доводився рідним братом імператриці Бразилії Терезі, дружині брата Жануарії.
Пара оселилася в Бразилії, але незабаром була змушена покинути дім через постійні сімейні сварки між її чоловіком і братом-імператором. Вони покинули Бразилію в жовтні 1844 року.
У шлюбі народилося четверо дітей:
- Луїджі (1845—1909) — граф Роккоджуджлілма, одружився морганатичним шлюбом з Марією Амелією Беллоу-Гамель, двоє дітей;
- Марія Ізабелла (1846—1859);
- Філіп (1847—1922) — одружився морганатичним шлюбом з Флорі Бунен, дітей не мав;
- Марія Еммануеля (народилась і померла 1851).

Жануаріа померла в Ніцці в 1901 році, переживши чоловіка на чотири роки. Була Дамою іспанського Ордена королеви Марії Луїзи.
Муніципалітет Жануарія мікрорегіону Жануарія був названий на честь принцеси.